# فيليب فيليبس (سياسي)
فيليب فيليبس (بالإنجليزية: Philip Phillips)‏ هو محامي وسياسي أمريكي، ولد في 13 ديسمبر 1807 في الولايات المتحدة، وتوفي في 14 يناير 1884 في نفس البلد. حزبياً، نشط في الحزب الديمقراطي. وقد انتخب عضو مجلس نواب كارولاينا الجنوبية وانتخب عضو مجلس نواب ألاباما وانتخب عضو مجلس النواب الأمريكي.